# Les Mille et Une Mains

Les Mille et Une Mains (Alf yad wa yad en arabe) est un film marocain réalisé par Souheil Ben-Barka et sorti en 1973.

## Synopsis
La vie quotidienne d'une famille de teinturiers de Marrakech, exploitée par un riche fabricant de tapis marocain, Jamal, marié avec une jeune européenne. Le père de famille, paralysé après une chute, est remplacé par son fils Miloud, qui tue la femme de Jamal. Sa petite sœur doit remplacer Miloud après son arrestation.

## Fiche technique
- Titre original français : Les mille et une mains
- Titre arabe : Alf yad wa yad
- Titre anglais : A Thousand and One Hands
- Réalisation : Souheil Ben-Barka
- Production : Euro-Maghreb Films
- Musique : Tahar Abou
- Image : Girolamo La Rosa
- Durée : 71 minutes[1]
- Pays de production :  Maroc
- Langue de tournage : français
- Dates de sortie :
  - Burkina Faso : 1973
  - France : 23 janvier 1974
  - Pologne : 29 décembre 1974

## Distribution
- Abdou Chaibane : Moha
- Mimsy Farmer : Nadine

## Distinctions
- Grand prix du FESPACO 1973 de Ouagadougou[2]
- Grand prix du Festival Francophone, Beyrouth en 1972[1]
- Prix Georges Sadoul, Paris, 1973[1]

## Critiques
Premier long métrage du réalisateur, c'est une coproduction marocaine d'envergure. C'est « à la fois un film politiquement explicite, plastiquement remarquable et doté d'un langage original ». Le film « s'en prend aux exploiteurs des masses dans un récit débordant de tendresse pour les victimes de la machination et criant à l'injustice des capitalistes ».